# Campionati europei di windsurf 2012
I Campionati europei di windsurf 2012 sono stati la 7ª edizione della competizione. Si sono svolti a Madeira, in Portogallo.

## Medagliere
| Pos.   | Nazione   | Oro | Argento | Bronzo | Totale |
| ------ | --------- | --- | ------- | ------ | ------ |
| 1      | Polonia   | 1   | 0       | 1      | 2      |
| 2      | Spagna    | 1   | 0       | 0      | 1      |
| 3      | Israele   | 0   | 1       | 0      | 1      |
| 3      | Grecia    | 0   | 1       | 0      | 1      |
| 5      | Finlandia | 0   | 0       | 1      | 1      |
| Totale | Totale    | 2   | 2       | 2      | 6      |

## Podi
| Evento    | Oro                    | Argento           | Bronzo       |
| Maschile  | Przemysław Miarczyński | Byron Kokkalanis  | Piotr Myszka |
| Femminile | Marina Alabau          | Maayan Davidovich | Tuuli Petaja |